# Obručné
Obručné je obec na Slovensku v okrese Stará Ľubovňa v Prešovském kraji v severozápadní části v pohoří Čergov přímo na polských hranicích. Žije zde 33 obyvatel.
První písemná zmínka o obci je z roku 1656. V obci stojí neoklasicistní řeckokatolický chrám svatého Demetra, velkomučedníka z roku 1892. Chrám je jednolodní s polokruhovým uzávěrem. Hlavní oltář je stanového typu, ikonostas je z roku 1925 od řezbáře D. Ozoróczyho z Kurimy.